# L'Heureux Cyclage
L'Heureux Cyclage est un réseau d'ateliers vélo participatifs et solidaires, qui s’est développé pour valoriser la promotion du vélo par l’activité de réemploi des vélos, combinée à l’apprentissage de la mécanique. Né en 2008 à Dijon, ce réseau fédère en France en 2018 plus de 250 associations qui animent des ateliers vélo sans but lucratif selon la charte définie par ce réseau.

## Historique
Les premiers ateliers vélo apparaissent en France, à Grenoble et à Lyon, en 1994, suivis par d'autres projets à partir du début des années 2000. Impulsé par l'association grenobloise Un p'Tit véLo dAnS La Tête qui accueillait en 2007 avec l'ADTC le congrès de la Fédération française des usagers de la bicyclette, le réseau L'Heureux Cyclage voit le jour en octobre 2008 au cours d'une rencontre à Dijon, dans les locaux de La Bécane à Jules[réf. souhaitée]. En 2009, la charte des ateliers vélo est signée lors des rencontres à Marseille organisées par le Collectif Vélos en Ville[source secondaire souhaitée]. Il prend une forme associative en 2010 à Bordeaux pour développer ses activités.
Les ateliers vélo membres du réseau signent une charte[réf. souhaitée] qui définit l'activité des ateliers vélo participatifs et solidaires[réf. à confirmer]. Ainsi, L’Heureux Cyclage est un réseau qui rassemble les ateliers vélo qui partagent les objectifs de : favoriser la pratique du vélo au quotidien, remettre en circulation des vélos délaissés, réutiliser les pièces détachées et recycler les matières premières, échanger les savoir-faire autour de la mécanique et de la pratique du vélo en ville. 
En 2011, un réseau homonyme est né en Wallonie, en marge des rencontres annuelles de L'Heureux Cyclage à Namur, pour rassembler tous les ateliers vélo en Belgique.
Les autres rencontres nationales de L'Heureux Cyclage se sont volontairement déroulées aux quatre coins de la France grâce aux différents ateliers vélos qui les ont accueillis. Ainsi elles ont eu lieu en 2012 à Nancy, à Toulouse en 2014, à Caen en 2015, à Lyon en 2016, Gap en 2017 et Bayonne en 2018, à Strasbourg en 2019, à Paris en 2020 (au lieu de Clermont-Ferrand), de façon dématérialisée en 2021[source secondaire souhaitée].

## Le développement de l'activité des ateliers vélo
Les ateliers vélo connaissent une croissance exponentielle.
En 2012, il y avait 25 000 adhérents dans une centaine d'ateliers.
En septembre 2017, les ateliers vélos participatifs et solidaires de L'Heureux Cyclage, ont fait l'objet d'une étude menée par l'ADEME comme service vélo afin de mesurer leur efficacité et leur impact et de les comparer aux autres services vélos. Il en ressort que les ateliers vélos participent au développement de la pratique du vélo entre autres grâce à la création d'une communauté de cyclistes. Cet aspect est également décrit dans un article plus intéressant de The Conversation. Une autre étude encore montre que les ateliers d'autoréparation sont un moyen de conversion à l'écologie selon une tradition philosophique du changement individuel.
L'agence de la transition écologique reconnaît ce réseau comme étant une réussite permettant de remettre des personnes en emploi, de prévenir la production de déchets et de promouvoir les mobilités douces.